# Eduard Šmehlík
Eduard Šmehlík (* 24. prosinec 1987, Hradec Králové) je český reprezentant v orientačním běhu. Mezi jeho největší úspěchy na mezinárodní scéně patří dvě 41. místa z juniorského mistrovství světa 2006 v Lotyšsku. V současnosti běhá za český klub Slavia Hradec Králové a za švédský klub Rehns BK startuje ve skandinávii.

## Sportovní kariéra

### Umístění na MS a ME
| Přehled úspěchů na Mistrovství světa | Přehled úspěchů na Mistrovství světa | Přehled úspěchů na Mistrovství světa | Přehled úspěchů na Mistrovství světa | Přehled úspěchů na Mistrovství světa |
| Mistrovství světa                    | Sprint                               | Middle                               | Long                                 | Štafety                              |
| ------------------------------------ | ------------------------------------ | ------------------------------------ | ------------------------------------ | ------------------------------------ |
| Savojsko 2011                        | X                                    | Kval.                                | X                                    | X                                    |

| Přehled úspěchů na Mistrovství světa juniorů | Přehled úspěchů na Mistrovství světa juniorů | Přehled úspěchů na Mistrovství světa juniorů | Přehled úspěchů na Mistrovství světa juniorů | Přehled úspěchů na Mistrovství světa juniorů |
| Mistrovství světa juniorů                    | Sprint                                       | Middle                                       | Long                                         | Štafety                                      |
| -------------------------------------------- | -------------------------------------------- | -------------------------------------------- | -------------------------------------------- | -------------------------------------------- |
| Dubbo 2007                                   | X                                            | B14. místo                                   | 53. místo                                    | X                                            |
| Druskininkai 2006                            | 41. místo                                    | 41. místo                                    | 50. místo                                    | X                                            |

### Umístění na MČR
| Umístění na Mistrovství České republiky v orientačním běhu | Umístění na Mistrovství České republiky v orientačním běhu | Umístění na Mistrovství České republiky v orientačním běhu | Umístění na Mistrovství České republiky v orientačním běhu | Umístění na Mistrovství České republiky v orientačním běhu | Umístění na Mistrovství České republiky v orientačním běhu | Umístění na Mistrovství České republiky v orientačním běhu | Umístění na Mistrovství České republiky v orientačním běhu | Umístění na Mistrovství České republiky v orientačním běhu | Umístění na Mistrovství České republiky v orientačním běhu | Umístění na Mistrovství České republiky v orientačním běhu | Umístění na Mistrovství České republiky v orientačním běhu |
| Ročník                                                     | Kategorie                                                  | Klasická                                                   | Krátká                                                     | Sprint                                                     | Dlouhá                                                     | Noční                                                      | Ranking                                                    | Členství v klubu                                           | Štafety                                                    | Kluby                                                      | Sprint. štafety                                            |
| ---------------------------------------------------------- | ---------------------------------------------------------- | ---------------------------------------------------------- | ---------------------------------------------------------- | ---------------------------------------------------------- | ---------------------------------------------------------- | ---------------------------------------------------------- | ---------------------------------------------------------- | ---------------------------------------------------------- | ---------------------------------------------------------- | ---------------------------------------------------------- | ---------------------------------------------------------- |
| MČR 2003                                                   | H18 – starší dorostenci                                    |                                                            |                                                            |                                                            |                                                            |                                                            |                                                            | OK Slavia Hradec Králové                                   |                                                            | disk                                                       |                                                            |
| MČR 2004                                                   | H18 – starší dorostenci                                    | 7. místo                                                   | 7. místo                                                   |                                                            | 17. místo                                                  |                                                            | 827. místo                                                 | OK Slavia Hradec Králové                                   | 8. místo                                                   | 14. místo                                                  |                                                            |
| MČR 2005                                                   | H18 – starší dorostenci                                    |                                                            | 6. místo                                                   | 12. místo                                                  | 21. místo                                                  | 8. místo                                                   | 406. místo                                                 | OK Slavia Hradec Králové                                   | 20. místo                                                  | 11. místo                                                  |                                                            |
| MČR 2006                                                   | H20 – junioři                                              | 5. místo                                                   | 1. místo                                                   | 5. místo                                                   |                                                            | 7. místo                                                   | 32. místo                                                  | OK Slavia Hradec Králové                                   |                                                            |                                                            |                                                            |
| MČR 2006                                                   | H21 – muži                                                 |                                                            |                                                            |                                                            |                                                            |                                                            |                                                            | OK Slavia Hradec Králové                                   | 28. místo                                                  | 1. místo                                                   |                                                            |
| MČR 2007                                                   | H20 – junioři                                              |                                                            | 6. místo                                                   | 12. místo                                                  |                                                            |                                                            | 56. místo                                                  | OK Slavia Hradec Králové                                   |                                                            |                                                            |                                                            |
| MČR 2007                                                   | H21 – muži                                                 |                                                            |                                                            |                                                            |                                                            |                                                            |                                                            | OK Slavia Hradec Králové                                   |                                                            | 2. místo                                                   |                                                            |
| MČR 2008                                                   | H21 – muži                                                 | 16. místo                                                  |                                                            | 45. místo                                                  |                                                            |                                                            | 12. místo                                                  | OK Slavia Hradec Králové                                   | 24. místo                                                  | 3. místo                                                   |                                                            |
| MČR 2009                                                   | H21 – muži                                                 | 9. místo                                                   | 7. místo                                                   | 16. místo                                                  |                                                            |                                                            | 5. místo                                                   | OK Slavia Hradec Králové                                   | 4. místo                                                   | 3. místo                                                   |                                                            |
| MČR 2010                                                   | H21 – muži                                                 | 11. místo                                                  |                                                            | 7. místo                                                   |                                                            |                                                            | 10. místo                                                  | OK Slavia Hradec Králové                                   | 4. místo                                                   | disk                                                       |                                                            |
| MČR 2011                                                   | H21 – muži                                                 | 6. místo                                                   | 9. místo                                                   | 7. místo                                                   |                                                            |                                                            | 13. místo                                                  | OK Slavia Hradec Králové                                   | 4. místo                                                   | 6. místo                                                   |                                                            |
| MČR 2012                                                   | H21 – muži                                                 | 11. místo                                                  | 5. místo                                                   | 4. místo                                                   | 5. místo                                                   | 7. místo                                                   | OK Slavia Hradec Králové                                   |                                                            | 7. místo                                                   |                                                            |                                                            |
| MČR 2013                                                   | H21 – muži                                                 | 33. místo                                                  | 33. místo                                                  | 15. místo                                                  | disk                                                       | 6. místo                                                   | OK Slavia Hradec Králové                                   |                                                            |                                                            |                                                            |                                                            |
| MČR 2014                                                   | H21 – muži                                                 |                                                            | 40. místo                                                  |                                                            |                                                            | 437. místo                                                 | OK Slavia Hradec Králové                                   |                                                            | 8. místo                                                   |                                                            |                                                            |
| MČR 2015                                                   | H21 – muži                                                 |                                                            | 23. místo                                                  |                                                            | 13. místo                                                  | 24. místo                                                  | OK Slavia Hradec Králové                                   |                                                            | 8. místo                                                   | 28. místo                                                  |                                                            |
| MČR 2016                                                   | H21 – muži                                                 |                                                            | 23. místo                                                  |                                                            |                                                            | 73. místo                                                  | OK Slavia Hradec Králové                                   | 10. místo                                                  | 7. místo                                                   |                                                            |                                                            |
| MČR 2017                                                   | H21 – muži                                                 | 37. místo                                                  | 46. místo                                                  |                                                            |                                                            | 63. místo                                                  | OK Slavia Hradec Králové                                   | 20. místo                                                  | 9. místo                                                   |                                                            |                                                            |
| MČR 2018                                                   | H21 – muži                                                 |                                                            |                                                            | disk                                                       |                                                            | 93. místo                                                  | OK Slavia Hradec Králové                                   | 25. místo                                                  | 13. místo                                                  | 17. místo                                                  |                                                            |
| MČR 2019                                                   | H21 – muži                                                 | 33. místo                                                  |                                                            |                                                            |                                                            | 62. místo                                                  | OK Slavia Hradec Králové                                   | 23. místo                                                  | 11. místo                                                  |                                                            |                                                            |
| MČR 2020                                                   | H21 – muži                                                 |                                                            |                                                            |                                                            |                                                            | 61. místo                                                  | OK Slavia Hradec Králové                                   |                                                            |                                                            |                                                            |                                                            |